# 黄新 (1944年)
黃新（1944年—），男，漢族，第十一屆全國政協委員。中共黨員、中共政治、軍事人物。
歷任空軍原政委、獲空軍中将军階、第十届全国人大代表。